# Chilostoma bacchica
Chilostoma bacchica is een slakkensoort uit de familie van de Helicidae. De wetenschappelijke naam van de soort is voor het eerst geldig gepubliceerd in 1889 door E. von Martens.